# Libera Università di Lingue e Comunicazione IULM

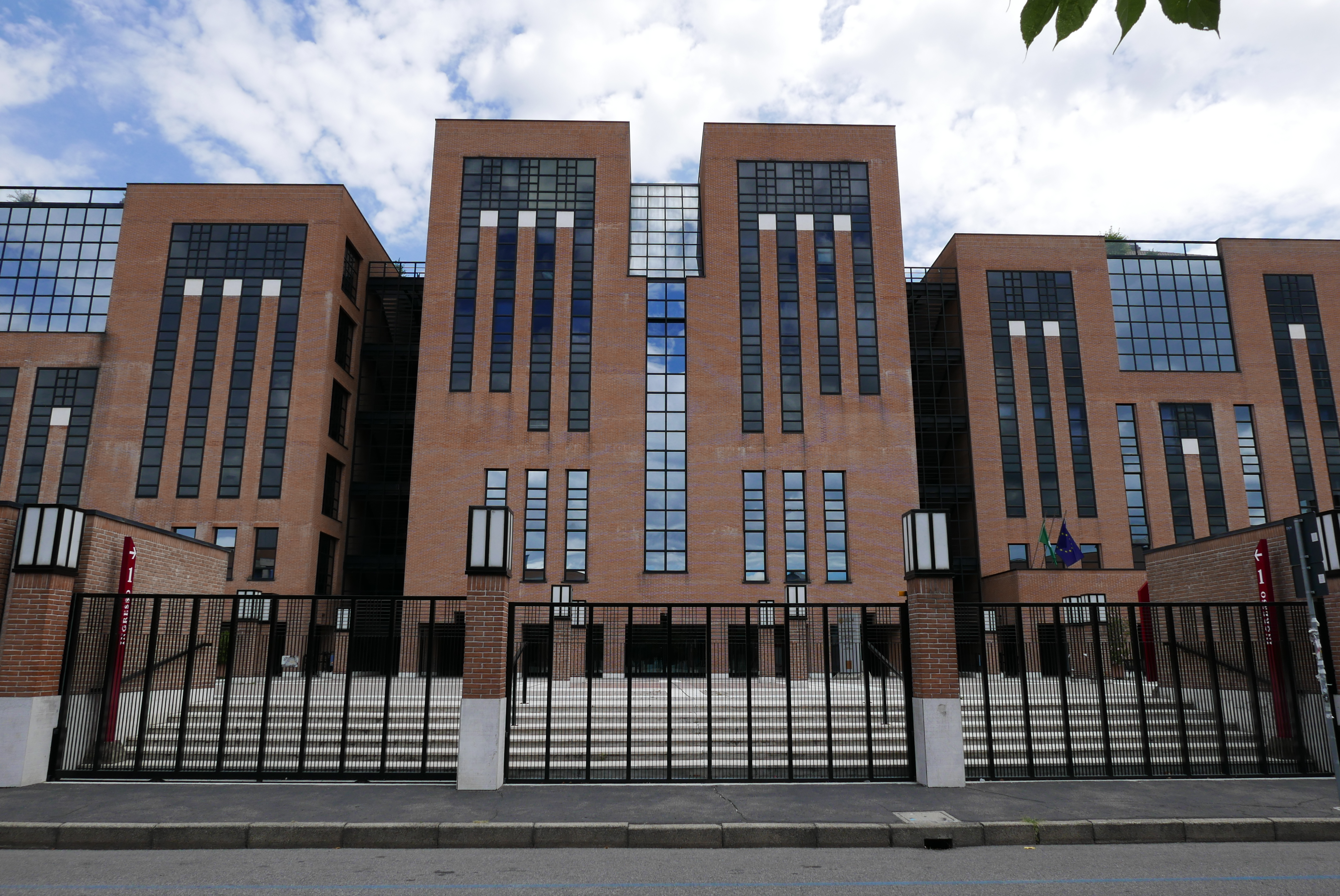
Hauptgebäude IULM (2017)

Die Freie Universität für Sprachen und Kommunikation IULM (kurz: Universität IULM; italienisch Libera Università di Lingue e Comunicazione IULM) ist eine private italienische Universität in Mailand.

## Geschichte
Die Universität wurde 1968 von der Fondazione Scuola Superiore per Interpreti e Traduttori auf Initiative von Senator Carlo Bo und Professor Silvio Baridon als Universitätsinstitut für moderne Sprachen (italienisch Istituto Universitario di Lingue Moderne; I.U.L.M.) gegründet.
Die Universität, die erste ihrer Art in Italien, erkannte in den 1980er Jahren bereits die Entwicklung der Welt der Kommunikation und der Konsumgesellschaft und die daraus resultierende Notwendigkeit, ihr Ausbildungsangebot durch die Bereitstellung spezifischer Instrumente zu aktualisieren. In diesen Jahren gründet sie die Spezialschule für Public Relations. Die historische Fakultät für Fremdsprachen und Literaturwissenschaften wurde in den 1990er Jahren durch die Fakultät für Kommunikation und Darstellende Kunst ergänzt.

## Fakultäten
- Fakultät für Kommunikation
- Fakultät für Dolmetschen und Übersetzen
- Fakultät für Kunst und Tourismus